# John La Montaine
John Maynard La Montaine ou LaMontaine (né le 17 mars 1920 à Oak Park – mort le 29 avril 2013 à Hollywood) est un compositeur et pianiste américain.
En 1959, il a remporté le Prix Pulitzer de musique pour son Concerto pour piano no 1 In Time of War (1958), créé par Jorge Bolet.